# グリーゼ849
グリーゼ849（英語:Gliese 849）は、みずがめ座の方角に約29光年の距離にある赤色矮星である。
| 太陽 | グリーゼ849 |
| ---- | ----------- |
| 太陽 | Exoplanet   |

## 惑星系
2006年8月、2.3AUの軌道を約5年という長い軌道周期で公転する木星に似た太陽系外惑星が発見された。視線速度法によって赤色矮星に長周期の惑星が発見されたのは初めてのことである。また、発見された惑星に由来する視線速度の変動以外に、より長期的な変化も観測されており、第三の天体の存在が疑われた。2014年には、もう1つの惑星の軌道要素が初めて求められ、少なくとも2つの惑星が存在することが確実視されるようになった。
天文学者ウラジミール・リラは、Capysと呼ぶことを提案している。
| 名称 （恒星に近い順） | 質量       | 軌道長半径 （天文単位） | 公転周期 (日) | 軌道離心率  | 軌道傾斜角 | 半径 |
| --------------------- | ---------- | ----------------------- | ------------- | ----------- | ---------- | ---- |
| b                     | > 0.91 MJ  | 2.32                    | 1,845 ± 15    | 0.05 ± 0.03 | —          | —    |
| c                     | > 0.944 MJ | 4.82                    | 5,520         | 0.087       | —          | —    |